# RV FLIP
Le RV Flip ou R/P Flip (de l'anglais Research Vessel Floating Instrument Platform) est un navire océanographique américain appartenant à l'Office of Naval Research (ONR), utilisé par le laboratoire de physique marine de l'Institut d'océanographie Scripps et conçu pour couler partiellement à la verticale pour être immergé à la manière d'une plate-forme et reprendre sa position.
Le navire est fréquemment confondu avec un navire de transport qui a chaviré.

## Histoire
L'institut d'océanographie Scripps a créé le Flip grâce au financement de l'Office of Naval Research et l'aide de la société d'architecture navale The Glosten Associates. Le bateau a originellement été construit pour la recherche sur les fluctuations de phase et d'amplitude à petite échelle des ondes sonores sous-marines, causées par les gradients thermiques et les fonds océaniques en pente. Cette recherche acoustique a été menée dans le cadre du programme SUBROC de la marine. Le développement a commencé en janvier 1960 après le constat des problèmes de stabilité rencontrés avec le sous-marin USS Baya lors de ses utilisations comme plateforme de recherche. Il fut alors suggéré qu'un navire renversé est plus stable. Le bateau, conçu par la Gunderson Brothers Engineering Company (en) à Portland (Oregon), a été mis à l'eau le 22 juin 1962.
Le navire mesure 108 mètres de long et a la spécificité, par un système de ballasts, de couler partiellement à la verticale, ce qui fait que 17 mètres du navire restent hors de l'eau, tandis que le reste est immergé à la manière d'une plate-forme après une manœuvre de 28 minutes. Quand il est retourné, la flottabilité reste cependant assurée et il peut reprendre sa position initiale par injection d'air comprimé. Le navire n'est cependant pas autonome et doit être remorqué vers un nouvel emplacement.
Le Flip a inspiré la conception du Polar Pod de Jean-Louis Étienne.

## Capacités

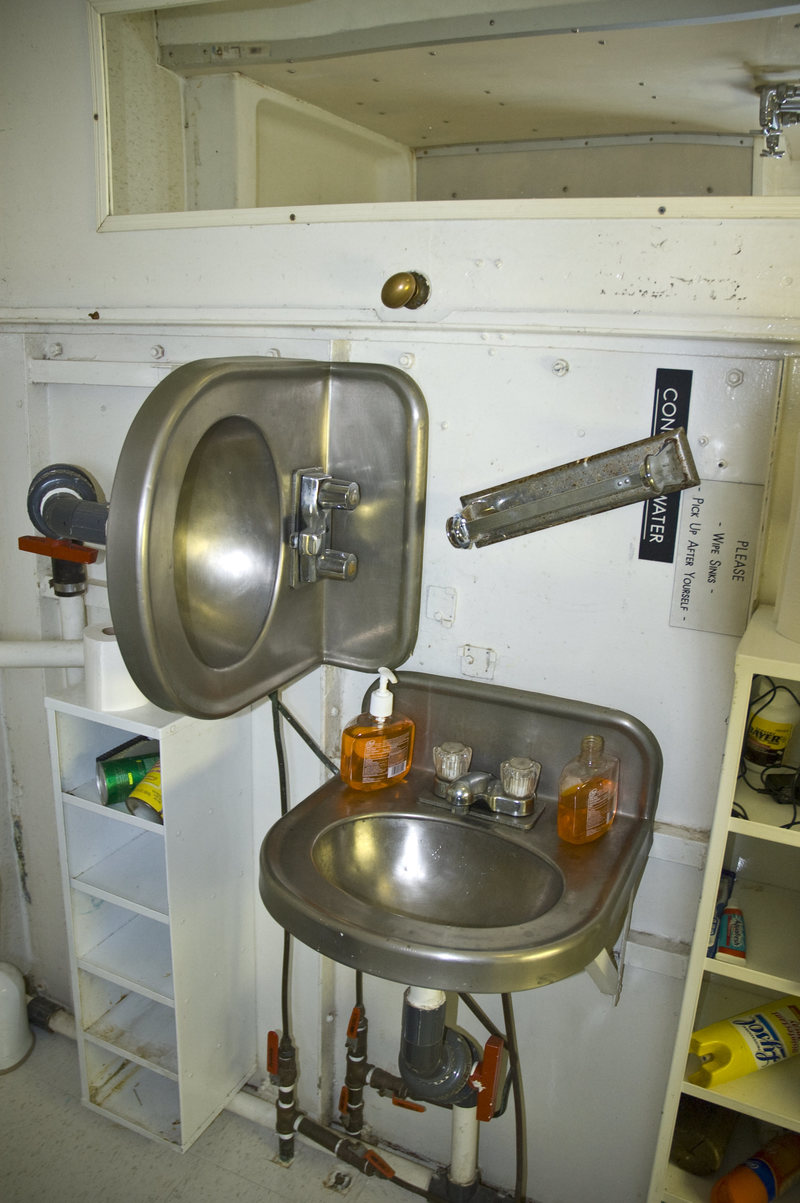
Deux lavabos, un pour chaque orientation possible du navire.

Le Flip est conçu pour étudier la hauteur des vagues, les signaux acoustiques, la température et la densité de l'eau, et pour la collecte de données météorologiques. En raison des interférences potentielles avec les instruments acoustiques, le navire n'a aucun moyen de propulsion. Il doit être remorqué jusqu'en eau libre, d'où il peut soit dériver librement soit s'ancrer.
Le Flip transporte un équipage de cinq personnes, ainsi qu'une équipe de scientifiques pouvant aller jusqu'à 11 personnes. Il est capable de fonctionner un mois de manière autonome, sans réapprovisionnement. Il peut intervenir dans le monde entier, bien qu'il opère généralement au large de San Diego, en Californie.
À l'intérieur, certains objets mobiliers peuvent basculer à 90° pour rester droits, quand d'autres sont en double, comme les lavabos d'une salle de bain, afin que l'un des deux soit toujours disponible dans le bon sens.

## Galerie

RV Flip
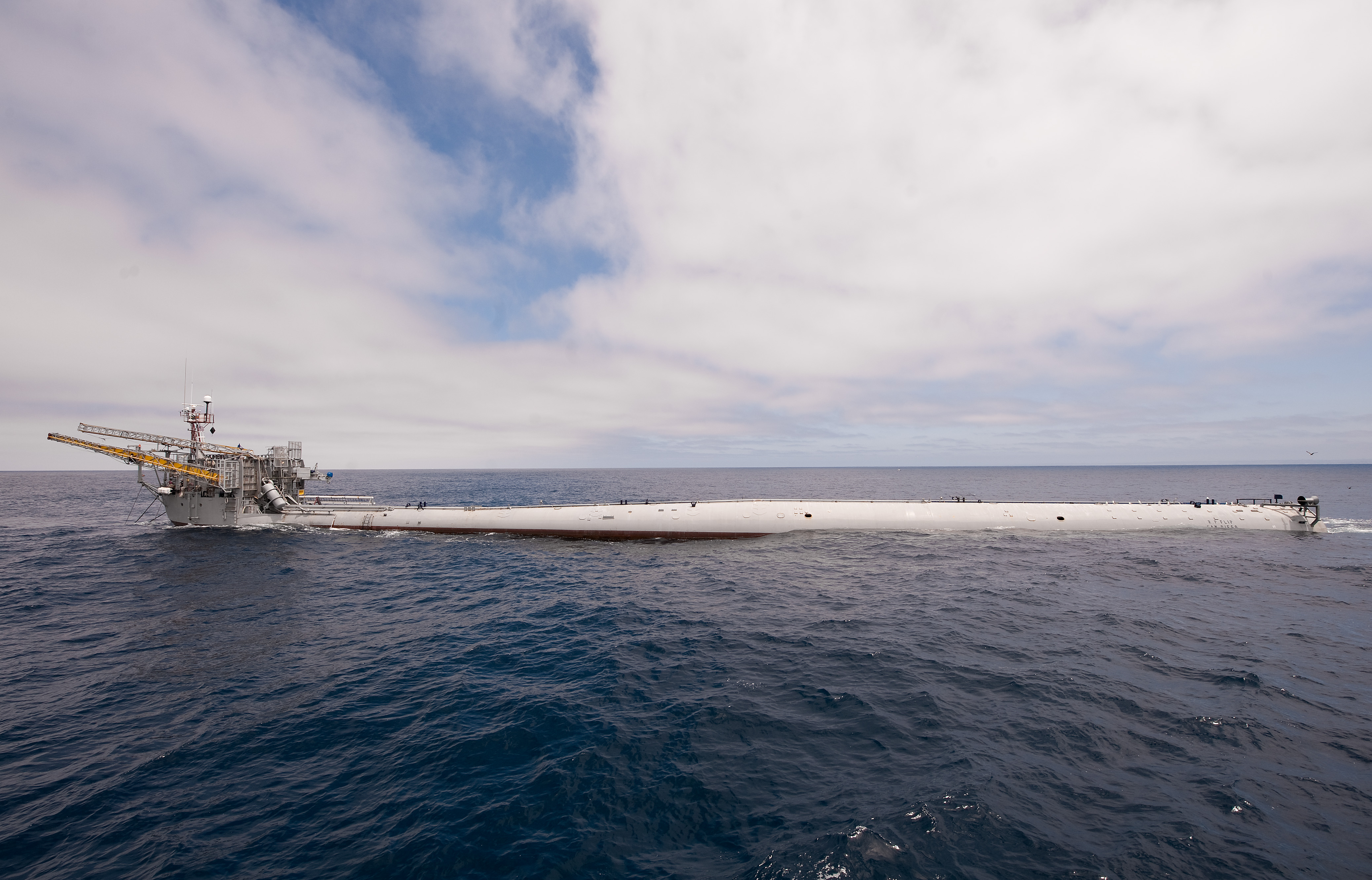
Le navire en position émergée.
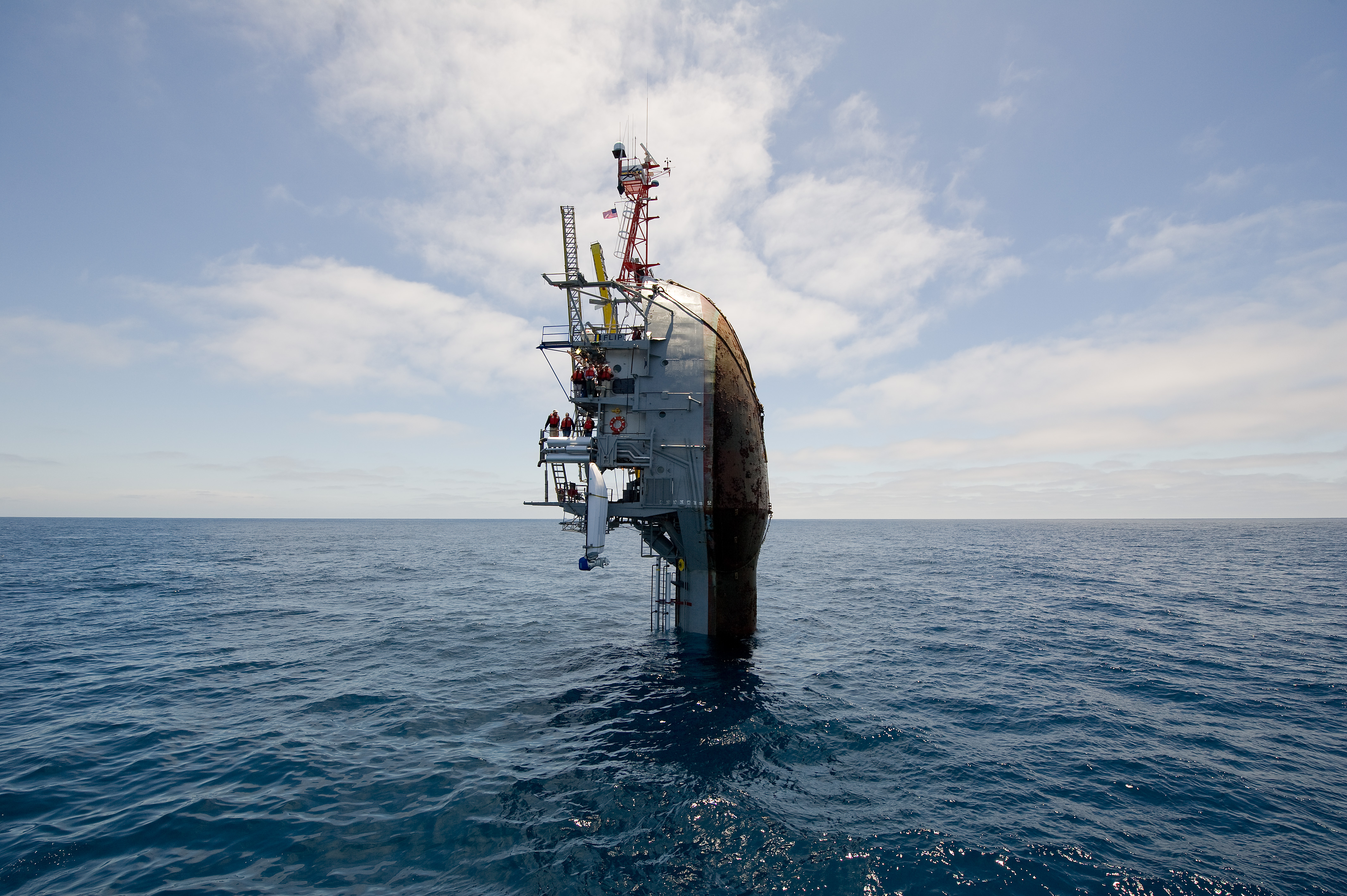
Le navire en position immergée.
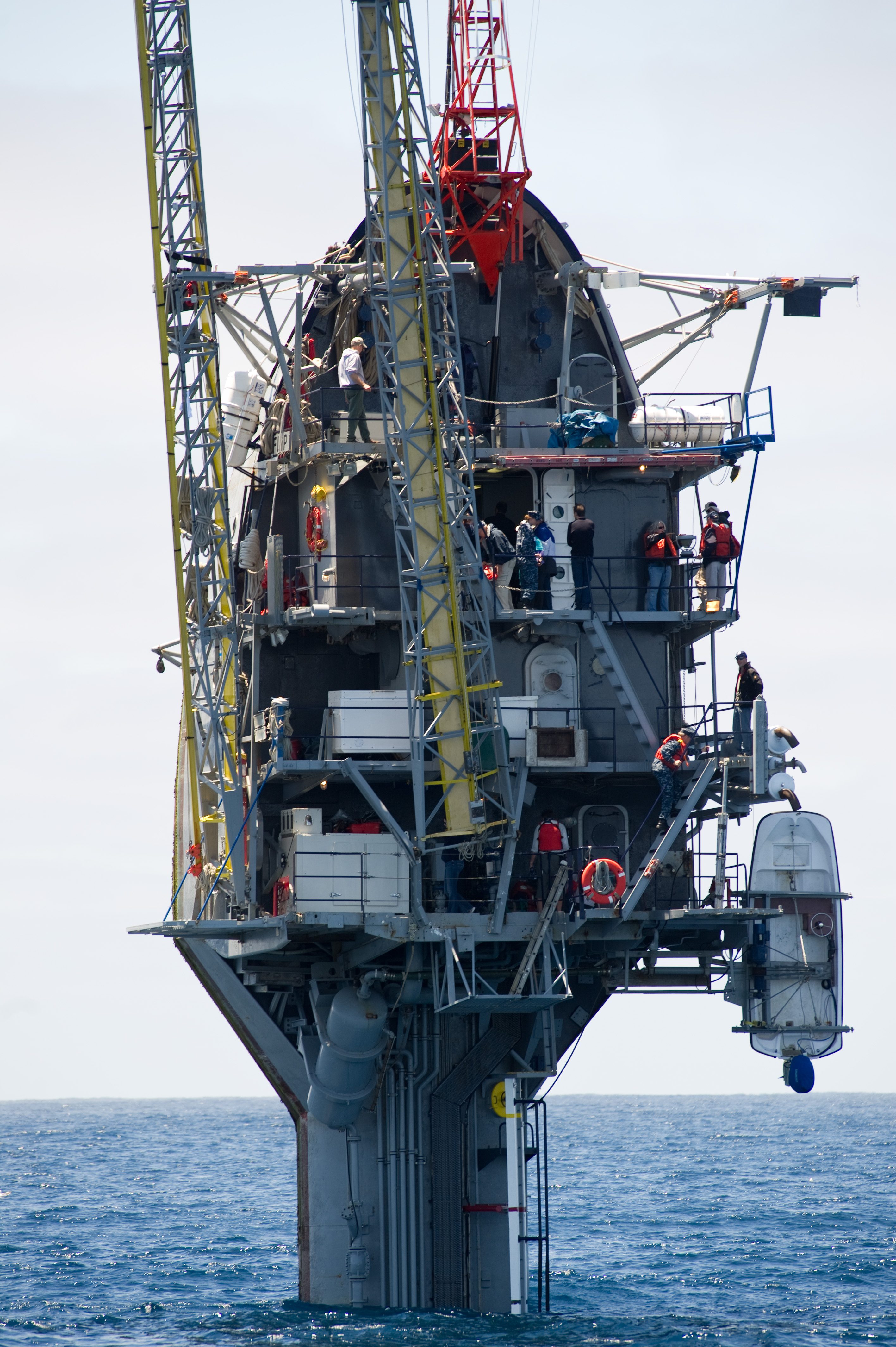
Partie hors de l'eau.
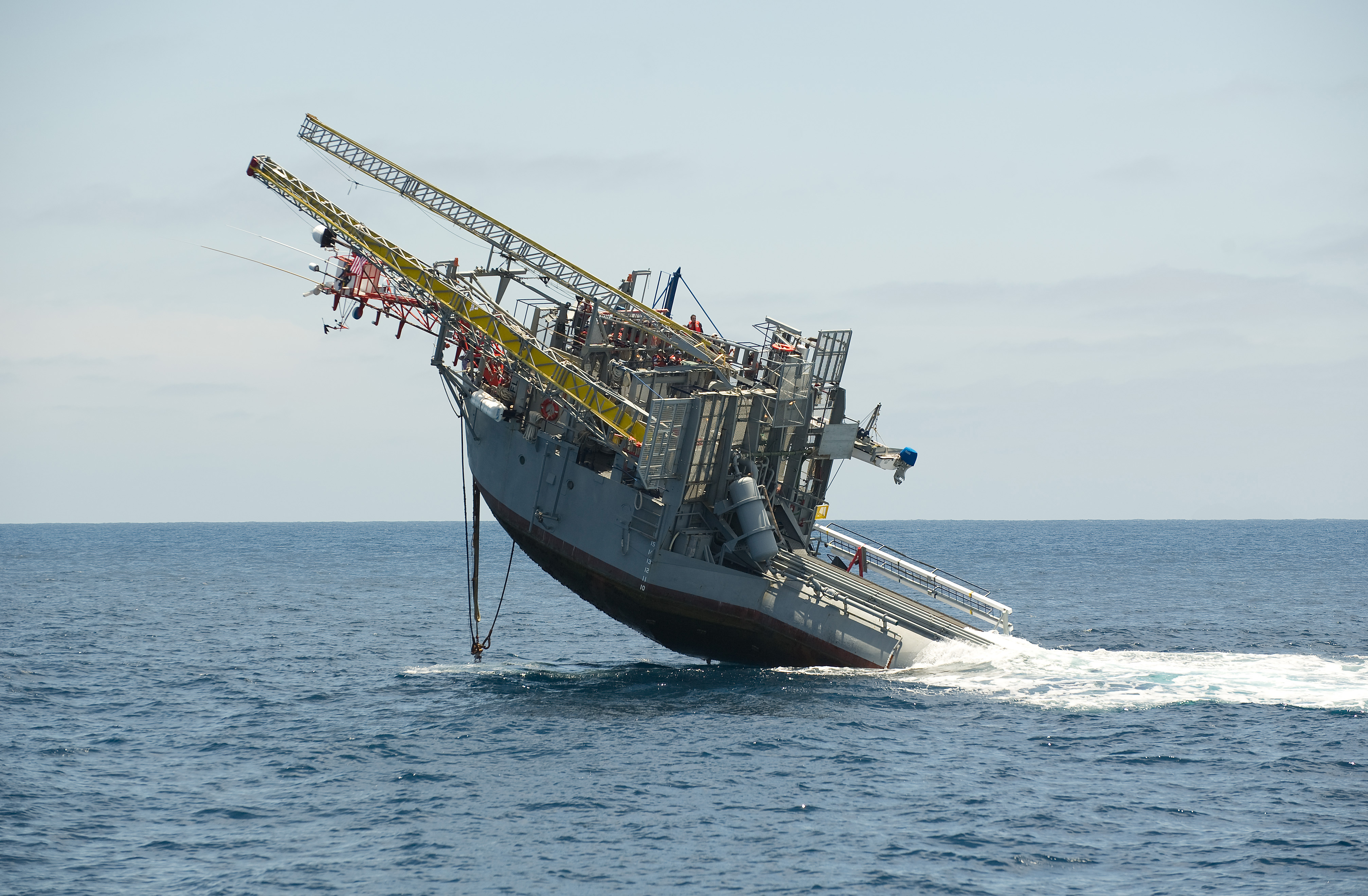
Navire en cours de changement de position.